# Ioan Budai-Deleanu
Ioan Budai-Deleanu (n. 6 ianuarie 1760, Cigmău, România – d. 24 august 1820, Lemberg, Regatul Galiției și Lodomeriei, Imperiul Austriac) a fost un scriitor, teolog, filolog, lingvist, istoric și jurist, corifeu al Școlii Ardelene.

## Familia
A fost primul dintre cei zece copii ai preotului greco-catolic Solomon Budai din Cigmău (jud. Hunedoara).
Între 1780 până la 1856 parohia din Cigmău număra cinci preoți pe numele de Budai. Ioan Budai-Deleanu a avut un frate secretar-trezorier în Sibiu, un altul impiegat la oficiul salinelor din Oradea . Se mai știe că a avut un frate, preot greco-catolic, pe numele de Salamon Budai, tot în Cigmău. Întâia școală confesională, română unită, din Cigmău a fost deschisă în 1849 în casa învățătorului Petru Budai.

## Studii

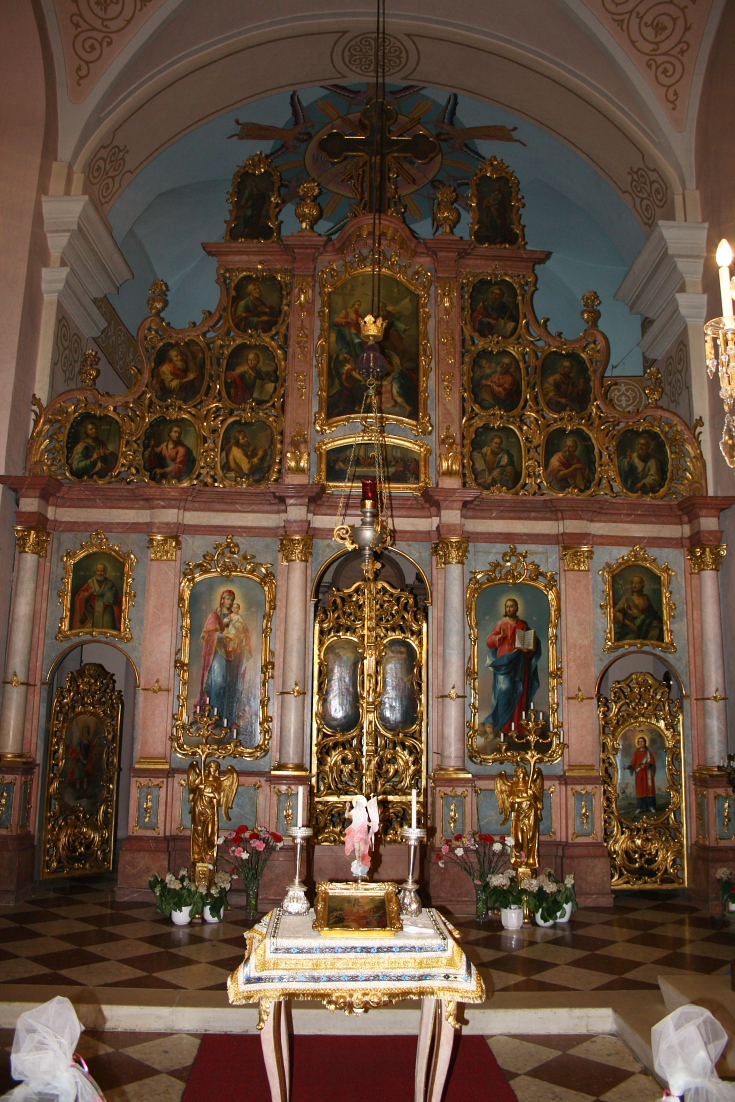
Iconostasul Bisericii Sf. Barbara din Viena, cu pictura realizată de Efrem Micu.

A făcut studii elementare în satul natal Cigmău. A urmat mai apoi Seminarul greco-catolic din Blaj (din 1772) și după, Facultatea de Filosofie din Viena (1777-1779). A urmat în continuare și cursurile Facultății de Teologie de capitala imperiului austriac (1780-1783) ca bursier al Colegiului Sf. Barbara. A obținut ulterior titlul de doctor în filosofie. În perioada studiilor sale câștigă o solidă cultură umanistă și se adâncește în studiul limbii latine, cunoscând în același timp și limbile germană, franceză și italiană. În timpul studiilor universitare de la Viena, se pregătește pentru întocmirea unui lexicon, în 10 volume, pentru care se documentează cu un imens material bibliografic.
Este considerat unul din reprezentanții de frunte ai Școlii Ardelene. La Viena ajunge să-i cunoască și pe ceilalți corifei, Samuil Micu, Petru Maior și George Șincai, cărora le-a împărtășit din convingerile sale de orientare iluministă.

## Activitatea pedagogică, administrativă și științifică
Pentru un timp a fost în slujba de psalt (cantor, cântăreș bisericesc) la Biserica Sf. Barbara din Viena. Apoi a devenit profesor și prefect de studii, pentru o scurtă perioadă, la Seminarul teologic de la Blaj (1787). Pentru că a intrat în conflict cu episcopul Ioan Bob, a renunțat la intenția de a fi hirotonisit ca preot. S-a stabilit ulterior la Liov, unde a obținut, prin concurs, postul de secretar juridic al tribunalului provincial.
În 1796 este avansat consilier (judecător) la Curtea de Apel, funcție pe care o va deține tot restul vieții.
În acest timp elaborează numeroase lucrări, cele mai multe rămase însă în manuscris, și publicate – doar în parte – mult după moartea sa.
A fost preocupat de variate domenii precum,  dreptul, pedagogia, istoria, etnografia, lingvistica și literatura.
La scrierile originale se adaugă o serie de traduceri de opere legislative și literare.

## Activitatea literară
Este autorul primei epopei în limba română, „poemationul eroi-comic” Țiganiada sau Tabăra țiganilor, ediție definitivă de Jacques Byck, 1800-1812. Considerată opera sa reprezentativă,  Țiganiada tratează un subiect alegoric cu tendințe satirice antifeudale și anticlericale.
Un alt poem satiric Trei viteji, rămas neterminat, valorifică motive din celebra lucrare a lui Miguel de Cervantes, Don Quijote de la Mancha.

## Lucrări

### Literare
- Țiganiada sau Tabăra țiganilor, Iași, În revista „Buciumul Român” I, 1875; II, 1877
- Trei Viteji, poem satiric, București, Ed. Ancora, 1928

### Lingvistice
- Temeiurile gramaticii românești, manuscris, 1812
- Dascălul românesc pentru temeiurile gramaticii românești, lucrare neterminată, manuscris (tipărită parțial de Gh. Bulgăr, București, 1957)
- Teoria ortografiei românești cu litere latinești, manuscris, ciorna unei scrisori ample
- Fundamenta grammatices linguae romanicae seu ita dictae valachicae, 1812
- Lexicon românesc-nemțesc și nemțesc-românesc, Liov, 1818
- Scrieri lingvistice, București, 1970

### Istorice
- De originibus populorum Transylvaniae
- De unione trium nationum Transylvaniae
- Kurzgefasste Bemerkungen über Bukovina (publicată, în traducere românească, cu titlul „Scurte observații asupra Bucovinei” în „Gazeta Bucovinei” IV, 1894)
- Hungaros ita describerem
- „Hungari vi armorum Transylvaniam non occuparunt”

### Juridice
- Rândueala judecătorească de obște, Viena, 1787, traducere
- Pravila de obște asupra faptelor rele și pedepsirea (a pedepsirii) lor, Viena, 1788, traducere
- Carte de pravilă ce cuprinde legile asupra faptelor rele, Cernăuți, 1807, traducere
- Codul penal, Liov, 1807
- Codul civil, Liov, 1812

### Pedagogice
- Carte trebuincioasă pentru dascălii școalelor de jos, Viena(?), 1786

## Țiganiada
Ioan Budai-Deleanu și-a declarat el însuși modelul, cel al literaturii neserioase, început încă din Antichitate de Homer, prin Bătălia șoarecilor cu broaștele. În Epistola închinătoare către Mitru Perea își alcătuiește, ca Cervantes, o biografie fantezistă de țigan supus austriac, care a participat la campania din Egipt a lui Napoleon și a rămas acolo. Țiganiada a fost redactată în două versiuni: prima, din 1800, este mai stufoasă și cu o acțiune mai complicată, iar cea de a doua, din 1812, mai echilibrată și mai artistică. Din păcate, ea nu a fost cunoscută decât târziu, publicată mai întâi într-o revistă obscură, Buciumul român în 1875 în prima variantă, iar în cea de-a doua abia în 1925. Eminescu nu a ajuns însă să o cunoască. Opera aparține genului epic în versuri, fiind o epopee eroic-comică. Este, de altfel, singura epopee românească terminată, ce are ca temă lumea pe dos, o parodiere a ordinii universale.

### Subiectul
Cele douăsprezece cânturi urmăresc două fire epice: pe de o parte se narează aventurile țiganilor înrolați în armata lui Vlad Țepeș, iar pe de altă parte aventurile lui Parpangel, în căutarea iubitei sale Romica, furată de diavoli. Ca în orice epopee care se respectă, eroii pământeni au dușmani și protectori supranaturali. Autorul are simțul artei ca joc, subiectul și personajele fiind pretexte pentru o „comedie a literaturii” (criticul literar, Nicolae Manolescu). De aceea, universului narațiunii îi corespunde un meta-univers, prezent în subsolul paginilor și alcătuit dintr-o armată de critici care supun „adevărul istoric” prezent în epopee unui tir de contestații umoristice. Dacă textul este o parodie, meta-textul este de asemenea unul parodic, ficțiunea amestecându-se cu critica ficțiunii, pentru că autorul „are simțul artei ca joc, intuiția gratuității și a absurdității” (N. Manolescu). Astfel, există, două niveluri ale operei:
a) povestirea propriu-zisă, care este „epopeea fricii cronice și a preocupării pentru stomac” (N. Manolescu), care parodiază motive literare consacrate, ca ubi sunt (eroii vestiți de altădată), muza inspiratoare, devenită aici o femeie cârtitoare cu gură mare și minte puțină, sau lumea pe dos, căci epopeea începe cu defilarea ordonată a țiganilor și sfârșește cu încăierarea acestora (întâi ordinea, apoi haosul);
b) critica povestirii, ale cărei personaje sunt întruchipări ale modalităților de receptare a textului Onochefalos, care se miră că Romica s-a putut transforma în tufă vorbitoare, reprezintă lectura literală, Idiotiseanu, care afirmă că nu toate cele ce se scriu sunt adevărate, reprezintă lectura naivă, precum și Erudițian, care recunoaște împrumuturile de la alți scriitori, este lectura savantă.

### Stilul
George Călinescu a remarcat geniul verbal al autorului, care atenuează lipsa talentului descriptiv. Invenția verbală începe de la numele țiganilor, „un grotesc de sonuri” (Aordel, Corcodel, Cucavel, Parpangel, Găvan, Giolban, Goleman, Ciormoi, Dîrboi etc.), trece prin invenții onomatopeice, unele atât de firești încât „trebuie un studiu deosebit pentru a vedea dacă ele nu circulă” și ajunge la modelarea lor în scopuri prozodice, schimbându-le genul și terminația pentru a le face să rimeze (dracă, palată, copace etc).
În Istoria critică a literaturii române, Nicolae Manolescu evidențiază valoarea Țiganiadei printr-o comparație: „Țiganiada este un Don Quijote al nostru, glumă și satiră, fantasmagorie și scriere înalt simbolică, ficțiune și critică a ei”.

## Controversă privind originea etnică
În Epistolia închinătoare din 1812, autorul Leonachi Dianeu (Ioan Budai-Deleanu) îl ruga pe Mitru Perea (Petru Maior) să redacteze notele explicative necesare la Țiganiada. Printre altele, autorul spunea: „M'am îndemnat a face o cercare: de s'ar putea face ș'în limba noastră, adică în cea romănească (căci a noastră, cea țigănească, nu se poate scrie și puțini o înțăleg) ceva aș asemena; ș'am izvodit această poveste” și „să știi că fiind eu țigan ca și tine, am socotit cuvios lucru de a scrie pentru țiganii noștri, ca să preceapă ce feliu de strămoși au avut”. După autorii unui manual școlar adresat elevilor care studiază limba romani, din aceste fragmente „reiese că cei doi corifei ai Școlii Ardelene aparțineau etniei rome”. Această interpretare ignoră contextul alegoric și ironic, asupra căruia autorul epistoliei atrăgea atenția: „Însă tu bagă de samă bine, căci toată povestea mi se pare că-i numa o alegorie în multe locuri, unde prin țigani să înțeleg ș'alții carii tocma așa au făcut și fac, ca și țiganii oarecând. Cel înțelept va înțelege!” Istoricii literari George Călinescu și Nicolae Manolescu nu au dat interpretări ale acestor pasaje din epistolie.

## Cinstirea lui Ion Budai Deleanu
În orașele Arad, București, Cluj-Napoca, Oradea, Sibiu și Timișoara, câte o stradă poartă numele de strada Ion Budai Deleanu. Casa de cultură din Geoagiu îi poartă numele: Casa de cultură Ioan Budai Deleanu  Geoagiu.